# 藤本泉
藤本 泉（ふじもと せん、1923年2月15日 - 生死不明）は、日本の小説家、推理作家。

## 概要
伝奇ミステリ「えぞ共和国」シリーズで、東北地方において古代から受け継がれた原始共産国家が存在しているという設定で、土俗の民と中央権力との相剋を描いた。
また、『源氏物語』、『枕草子』など王朝文学の作者は紫式部、清少納言など一人の作者でなく多作者によるとの説についての著作を出した。
篠田節子『聖域』の登場人物は、藤本泉をモデルにしたものと言われている。

## 経歴・人物
東京都生まれ。日本大学国文科卒業。
後に『文芸首都』および『現象』の同人として創作活動を行う。処女作は1955年ごろ『文芸首都』に発表した「作為の他」である。
1966年に「媼繁盛記」で第6回小説現代新人賞を受賞（五木寛之と同時受賞）し、作家デビュー。
1971年に江戸川乱歩賞の候補となった「藤太夫谷の毒」は、最終候補にまで残って選考委員から筆力が支持されたものの、部落問題を扱った作品の内容が応募当時のタブーであったため、受賞を逃す。同作品は『地図にない谷』と改題して刊行された。
『S-Fマガジン』1972年3月号に発表した「ひきさかれた街」は、第二次大戦後に東西陣営により南北に分断された東京を舞台にした、「架空の日本」を描く先駆的な作品であった。
1976年に刊行した『呪いの聖域』が第75回直木賞（昭和51年上半期）候補となる（第75回は受賞該当作なし）。また同年刊行の『ガラスの迷路』が、翌1977年の第30回日本推理作家協会賞長編賞の候補となる。1977年『時をきざむ潮』で第23回江戸川乱歩賞を受賞。
1986年、西ドイツのケルンに移り住む。
1989年2月、旅行先のフランスから子息に手紙を出したのを最後に消息を絶つ。手紙には渡航の予定とあったが、フランス当局によれば出国は確認できなかったという。
その後、消息をめぐり、さまざまな情報が取り沙汰されたものの、2016年、アドレナライズが初期作品の電子書籍での復刊を図るに当って子息に連絡を取り、未だに行方不明であることを確認している。

## 作品リスト
- 『東京ゲリラ戦線』（三一書房） 1968、のちハヤカワ文庫
- 『オーロラの殺意』（双葉社） 1974、のちハヤカワ文庫、双葉文庫
- 『地図にない谷』（産報） 1974、のち徳間文庫
- 『源氏物語99の謎 紫式部は本当に実在したか』（産報） 1976、のち徳間文庫
- 『ガラスの迷路』（光文社、カッパ・ノベルス） 1976、のち徳間文庫
- 『時を刻む潮』（講談社） 1977、のち文庫
- 『呪者のねぶた』（祥伝社、ノン・ノベル） 1977
- 『針の島』（光文社、カッパ・ノベルス） 1978、のち徳間文庫
- 『呪いの聖女』（祥伝社、ノン・ノベル） 1979、のち広済堂文庫
- 『呪いの聖域』（祥伝社、ノン・ノベル） 1979、のちハヤカワ文庫、旺文社文庫
- 『源氏物語の謎 千年の秘密をいま解明する』（祥伝社、ノン・ブック） 1980
- 『秘聞一向一揆』（広済堂出版） 1981
- 『枕草子の謎 清少納言は真の筆者ではない』（広済堂出版） 1982、のち徳間文庫
- 『暗号のレーニン 革命の父のミイラの秘密』（講談社ノベルス） 1984
- 『時界を超えて 東京ベルリンの壁』（旺文社文庫） 1985
- 『死霊の町』（角川ノベルス） 1985
- 『血ぬられた光源氏』（潮出版社、広済堂文庫） 1985
- 『王朝才女の謎　紫式部複数説』（徳間文庫） 1986
- 『作者は誰か『奥の細道』 江戸俳壇の影』（パンリサーチインスティテュート） 1986
- 『1008年源氏物語の謎』（旺文社文庫） 1986
- 『「源氏物語」多数作者の証 ストーリー内部に見える不連続性とその特質』（私家版） 1988
- 『呪者の殺意』（広済堂文庫） 1988
- 『「土佐日記」から「奥の細道」まで バックにひそむ無名の作者』（私家版） 1989
- 『十億トンの恋』（アドレナライズ） 2017